# ساو فرانسيسكو دو بارا
ساو فرانسيسكو دو بارا بلدية في ولاية بارا في المنطقة الشمالية من البرازيل.